# تريسي كرون
تريسي كرون (بالإنجليزية: Tracy Krohn)‏ هو سائق سيارة سباق وشخصية أعمال ومهندس أمريكي، ولد في 26 أغسطس 1954 في هيوستن في الولايات المتحدة.

## وصلات خارجية
- تريسي كرون على موقع DriverDB.com (الإنجليزية)